# Okręgowe rozgrywki w piłce nożnej woj. białostockiego, łomżyńskiego, suwalskiego (1982/1983)
49. Edycja okręgowych rozgrywek w piłce nożnej województwa białostockiego

7. Edycja okręgowych rozgrywek w piłce nożnej województwa łomżyńskiego i suwalskiego

Okręgowe rozgrywki w piłce nożnej województw białostockiego, łomżyńskiego, suwalskiego prowadzone były przez okręgowe związki piłki nożnej: białostocki, łomżyński i suwalski.
Mistrzostwo okręgu :

- białostockiego zdobył Włókniarz Białystok.

- łomżyńskiego, ostrołęckiego i ciechanowskiego zdobył Bug Wyszków.

- suwalskiego zdobyły Mamry Giżycko.

Puchar Polski okręgu:

- białostockiego zdobyła Jagiellonia II Białystok

- łomżyńskiego zdobył Grom Czerwony Bór

- suwalskiego zdobył Mazur Ełk.
Drużyny z województwa białostockiego, łomżyńskiego i suwalskiego występujące w centralnych i makroregionalnych poziomach rozgrywkowych:
- 1 Liga - brak
- 2 Liga - brak
- 3 Liga (tzw. klasa "M" międzywojewódzka) - Jagiellonia Białystok, Mazur Ełk, Wigry Suwałki, Sokół Sokółka, Śniardwy Orzysz, ŁKS Łomża, Olimpia Zambrów, Rominta Gołdap.

| Rozgrywki       | Poziomy rozgrywkowe w sezonie 1982/83 | Poziomy rozgrywkowe w sezonie 1982/83               | Poziomy rozgrywkowe w sezonie 1982/83               | Poziomy rozgrywkowe w sezonie 1982/83               | Poziomy rozgrywkowe w sezonie 1982/83               | Poziomy rozgrywkowe w sezonie 1982/83               | Poziomy rozgrywkowe w sezonie 1982/83               | Poziomy rozgrywkowe w sezonie 1982/83               | Poziomy rozgrywkowe w sezonie 1982/83               | Poziomy rozgrywkowe w sezonie 1982/83               | Poziomy rozgrywkowe w sezonie 1982/83               | Poziomy rozgrywkowe w sezonie 1982/83               | Poziomy rozgrywkowe w sezonie 1982/83               | Poziomy rozgrywkowe w sezonie 1982/83               | Poziomy rozgrywkowe w sezonie 1982/83               | Poziomy rozgrywkowe w sezonie 1982/83               | Poziomy rozgrywkowe w sezonie 1982/83               | Poziomy rozgrywkowe w sezonie 1982/83               | Poziomy rozgrywkowe w sezonie 1982/83               | Poziomy rozgrywkowe w sezonie 1982/83               | Poziomy rozgrywkowe w sezonie 1982/83               | Poziomy rozgrywkowe w sezonie 1982/83               | Poziomy rozgrywkowe w sezonie 1982/83               | Poziomy rozgrywkowe w sezonie 1982/83               | Poziomy rozgrywkowe w sezonie 1982/83               | Poziomy rozgrywkowe w sezonie 1982/83               | Poziomy rozgrywkowe w sezonie 1982/83               | Poziomy rozgrywkowe w sezonie 1982/83               | Poziomy rozgrywkowe w sezonie 1982/83               | Poziomy rozgrywkowe w sezonie 1982/83               | Poziomy rozgrywkowe w sezonie 1982/83               | Poziomy rozgrywkowe w sezonie 1982/83               | Poziomy rozgrywkowe w sezonie 1982/83               | Poziomy rozgrywkowe w sezonie 1982/83               | Poziomy rozgrywkowe w sezonie 1982/83               | Poziomy rozgrywkowe w sezonie 1982/83               | Poziomy rozgrywkowe w sezonie 1982/83               | Poziomy rozgrywkowe w sezonie 1982/83               | Poziomy rozgrywkowe w sezonie 1982/83               | Poziomy rozgrywkowe w sezonie 1982/83               | Poziomy rozgrywkowe w sezonie 1982/83               | Poziomy rozgrywkowe w sezonie 1982/83               | Poziomy rozgrywkowe w sezonie 1982/83               | Poziomy rozgrywkowe w sezonie 1982/83               | Poziomy rozgrywkowe w sezonie 1982/83               | Poziomy rozgrywkowe w sezonie 1982/83               | Poziomy rozgrywkowe w sezonie 1982/83               | Poziomy rozgrywkowe w sezonie 1982/83               | Poziomy rozgrywkowe w sezonie 1982/83               | Poziomy rozgrywkowe w sezonie 1982/83               | Poziomy rozgrywkowe w sezonie 1982/83               | Poziomy rozgrywkowe w sezonie 1982/83               | Poziomy rozgrywkowe w sezonie 1982/83               | Poziomy rozgrywkowe w sezonie 1982/83               | Poziomy rozgrywkowe w sezonie 1982/83               | Poziomy rozgrywkowe w sezonie 1982/83               | Poziomy rozgrywkowe w sezonie 1982/83               | Poziomy rozgrywkowe w sezonie 1982/83               | Poziomy rozgrywkowe w sezonie 1982/83               | Poziomy rozgrywkowe w sezonie 1982/83               | Poziomy rozgrywkowe w sezonie 1982/83               |
| --------------- | ------------------------------------- | --------------------------------------------------- | --------------------------------------------------- | --------------------------------------------------- | --------------------------------------------------- | --------------------------------------------------- | --------------------------------------------------- | --------------------------------------------------- | --------------------------------------------------- | --------------------------------------------------- | --------------------------------------------------- | --------------------------------------------------- | --------------------------------------------------- | --------------------------------------------------- | --------------------------------------------------- | --------------------------------------------------- | --------------------------------------------------- | --------------------------------------------------- | --------------------------------------------------- | --------------------------------------------------- | --------------------------------------------------- | --------------------------------------------------- | --------------------------------------------------- | --------------------------------------------------- | --------------------------------------------------- | --------------------------------------------------- | --------------------------------------------------- | --------------------------------------------------- | --------------------------------------------------- | --------------------------------------------------- | --------------------------------------------------- | --------------------------------------------------- | --------------------------------------------------- | --------------------------------------------------- | --------------------------------------------------- | --------------------------------------------------- | --------------------------------------------------- | --------------------------------------------------- | --------------------------------------------------- | --------------------------------------------------- | --------------------------------------------------- | --------------------------------------------------- | --------------------------------------------------- | --------------------------------------------------- | --------------------------------------------------- | --------------------------------------------------- | --------------------------------------------------- | --------------------------------------------------- | --------------------------------------------------- | --------------------------------------------------- | --------------------------------------------------- | --------------------------------------------------- | --------------------------------------------------- | --------------------------------------------------- | --------------------------------------------------- | --------------------------------------------------- | --------------------------------------------------- | --------------------------------------------------- | --------------------------------------------------- | --------------------------------------------------- | --------------------------------------------------- |
| Centralne       | I poziom ligowy                       | I Liga                                              | I Liga                                              | I Liga                                              | I Liga                                              | I Liga                                              | I Liga                                              | I Liga                                              | I Liga                                              | I Liga                                              | I Liga                                              | I Liga                                              | I Liga                                              | I Liga                                              | I Liga                                              | I Liga                                              | I Liga                                              | I Liga                                              | I Liga                                              | I Liga                                              | I Liga                                              | I Liga                                              | I Liga                                              | I Liga                                              | I Liga                                              | I Liga                                              | I Liga                                              | I Liga                                              | I Liga                                              | I Liga                                              | I Liga                                              | I Liga                                              | I Liga                                              | I Liga                                              | I Liga                                              | I Liga                                              | I Liga                                              | I Liga                                              | I Liga                                              | I Liga                                              | I Liga                                              | I Liga                                              | I Liga                                              | I Liga                                              | I Liga                                              | I Liga                                              | I Liga                                              | I Liga                                              | I Liga                                              | I Liga                                              | I Liga                                              | I Liga                                              | I Liga                                              | I Liga                                              | I Liga                                              | I Liga                                              | I Liga                                              | I Liga                                              | I Liga                                              | I Liga                                              | I Liga                                              |
| Centralne       | II poziom ligowy                      | II Liga - gr.I                                      | II Liga - gr.I                                      | II Liga - gr.I                                      | II Liga - gr.I                                      | II Liga - gr.I                                      | II Liga - gr.I                                      | II Liga - gr.I                                      | II Liga - gr.I                                      | II Liga - gr.I                                      | II Liga - gr.I                                      | II Liga - gr.I                                      | II Liga - gr.I                                      | II Liga - gr.I                                      | II Liga - gr.I                                      | II Liga - gr.I                                      | II Liga - gr.I                                      | II Liga - gr.I                                      | II Liga - gr.I                                      | II Liga - gr.I                                      | II Liga - gr.I                                      | II Liga - gr.I                                      | II Liga - gr.I                                      | II Liga - gr.I                                      | II Liga - gr.I                                      | II Liga - gr.I                                      | II Liga - gr.I                                      | II Liga - gr.I                                      | II Liga - gr.I                                      | II Liga - gr.I                                      | II Liga - gr.I                                      | II Liga - gr.II                                     | II Liga - gr.II                                     | II Liga - gr.II                                     | II Liga - gr.II                                     | II Liga - gr.II                                     | II Liga - gr.II                                     | II Liga - gr.II                                     | II Liga - gr.II                                     | II Liga - gr.II                                     | II Liga - gr.II                                     | II Liga - gr.II                                     | II Liga - gr.II                                     | II Liga - gr.II                                     | II Liga - gr.II                                     | II Liga - gr.II                                     | II Liga - gr.II                                     | II Liga - gr.II                                     | II Liga - gr.II                                     | II Liga - gr.II                                     | II Liga - gr.II                                     | II Liga - gr.II                                     | II Liga - gr.II                                     | II Liga - gr.II                                     | II Liga - gr.II                                     | II Liga - gr.II                                     | II Liga - gr.II                                     | II Liga - gr.II                                     | II Liga - gr.II                                     | II Liga - gr.II                                     | II Liga - gr.II                                     |
| Makroregionalne | III poziom ligowy                     | III Liga - 8 grup (tzw. klasa "M" międzywojewódzka) | III Liga - 8 grup (tzw. klasa "M" międzywojewódzka) | III Liga - 8 grup (tzw. klasa "M" międzywojewódzka) | III Liga - 8 grup (tzw. klasa "M" międzywojewódzka) | III Liga - 8 grup (tzw. klasa "M" międzywojewódzka) | III Liga - 8 grup (tzw. klasa "M" międzywojewódzka) | III Liga - 8 grup (tzw. klasa "M" międzywojewódzka) | III Liga - 8 grup (tzw. klasa "M" międzywojewódzka) | III Liga - 8 grup (tzw. klasa "M" międzywojewódzka) | III Liga - 8 grup (tzw. klasa "M" międzywojewódzka) | III Liga - 8 grup (tzw. klasa "M" międzywojewódzka) | III Liga - 8 grup (tzw. klasa "M" międzywojewódzka) | III Liga - 8 grup (tzw. klasa "M" międzywojewódzka) | III Liga - 8 grup (tzw. klasa "M" międzywojewódzka) | III Liga - 8 grup (tzw. klasa "M" międzywojewódzka) | III Liga - 8 grup (tzw. klasa "M" międzywojewódzka) | III Liga - 8 grup (tzw. klasa "M" międzywojewódzka) | III Liga - 8 grup (tzw. klasa "M" międzywojewódzka) | III Liga - 8 grup (tzw. klasa "M" międzywojewódzka) | III Liga - 8 grup (tzw. klasa "M" międzywojewódzka) | III Liga - 8 grup (tzw. klasa "M" międzywojewódzka) | III Liga - 8 grup (tzw. klasa "M" międzywojewódzka) | III Liga - 8 grup (tzw. klasa "M" międzywojewódzka) | III Liga - 8 grup (tzw. klasa "M" międzywojewódzka) | III Liga - 8 grup (tzw. klasa "M" międzywojewódzka) | III Liga - 8 grup (tzw. klasa "M" międzywojewódzka) | III Liga - 8 grup (tzw. klasa "M" międzywojewódzka) | III Liga - 8 grup (tzw. klasa "M" międzywojewódzka) | III Liga - 8 grup (tzw. klasa "M" międzywojewódzka) | III Liga - 8 grup (tzw. klasa "M" międzywojewódzka) | III Liga - 8 grup (tzw. klasa "M" międzywojewódzka) | III Liga - 8 grup (tzw. klasa "M" międzywojewódzka) | III Liga - 8 grup (tzw. klasa "M" międzywojewódzka) | III Liga - 8 grup (tzw. klasa "M" międzywojewódzka) | III Liga - 8 grup (tzw. klasa "M" międzywojewódzka) | III Liga - 8 grup (tzw. klasa "M" międzywojewódzka) | III Liga - 8 grup (tzw. klasa "M" międzywojewódzka) | III Liga - 8 grup (tzw. klasa "M" międzywojewódzka) | III Liga - 8 grup (tzw. klasa "M" międzywojewódzka) | III Liga - 8 grup (tzw. klasa "M" międzywojewódzka) | III Liga - 8 grup (tzw. klasa "M" międzywojewódzka) | III Liga - 8 grup (tzw. klasa "M" międzywojewódzka) | III Liga - 8 grup (tzw. klasa "M" międzywojewódzka) | III Liga - 8 grup (tzw. klasa "M" międzywojewódzka) | III Liga - 8 grup (tzw. klasa "M" międzywojewódzka) | III Liga - 8 grup (tzw. klasa "M" międzywojewódzka) | III Liga - 8 grup (tzw. klasa "M" międzywojewódzka) | III Liga - 8 grup (tzw. klasa "M" międzywojewódzka) | III Liga - 8 grup (tzw. klasa "M" międzywojewódzka) | III Liga - 8 grup (tzw. klasa "M" międzywojewódzka) | III Liga - 8 grup (tzw. klasa "M" międzywojewódzka) | III Liga - 8 grup (tzw. klasa "M" międzywojewódzka) | III Liga - 8 grup (tzw. klasa "M" międzywojewódzka) | III Liga - 8 grup (tzw. klasa "M" międzywojewódzka) | III Liga - 8 grup (tzw. klasa "M" międzywojewódzka) | III Liga - 8 grup (tzw. klasa "M" międzywojewódzka) | III Liga - 8 grup (tzw. klasa "M" międzywojewódzka) | III Liga - 8 grup (tzw. klasa "M" międzywojewódzka) | III Liga - 8 grup (tzw. klasa "M" międzywojewódzka) | III Liga - 8 grup (tzw. klasa "M" międzywojewódzka) |
|                 |                                       | OZPN Białystok                                      | OZPN Białystok                                      | OZPN Białystok                                      | OZPN Białystok                                      | OZPN Białystok                                      | OZPN Białystok                                      | OZPN Białystok                                      | OZPN Białystok                                      | OZPN Białystok                                      | OZPN Białystok                                      | OZPN Białystok                                      | OZPN Białystok                                      | OZPN Białystok                                      | OZPN Białystok                                      | OZPN Białystok                                      | OZPN Białystok                                      | OZPN Białystok                                      | OZPN Białystok                                      | OZPN Białystok                                      | OZPN Białystok                                      | OZPN Łomża                                          | OZPN Łomża                                          | OZPN Łomża                                          | OZPN Łomża                                          | OZPN Łomża                                          | OZPN Łomża                                          | OZPN Łomża                                          | OZPN Łomża                                          | OZPN Łomża                                          | OZPN Łomża                                          | OZPN Łomża                                          | OZPN Łomża                                          | OZPN Łomża                                          | OZPN Łomża                                          | OZPN Łomża                                          | OZPN Łomża                                          | OZPN Łomża                                          | OZPN Łomża                                          | OZPN Łomża                                          | OZPN Łomża                                          | OZPN Suwałki                                        | OZPN Suwałki                                        | OZPN Suwałki                                        | OZPN Suwałki                                        | OZPN Suwałki                                        | OZPN Suwałki                                        | OZPN Suwałki                                        | OZPN Suwałki                                        | OZPN Suwałki                                        | OZPN Suwałki                                        | OZPN Suwałki                                        | OZPN Suwałki                                        | OZPN Suwałki                                        | OZPN Suwałki                                        | OZPN Suwałki                                        | OZPN Suwałki                                        | OZPN Suwałki                                        | OZPN Suwałki                                        | OZPN Suwałki                                        | OZPN Suwałki                                        |
| Okręgowe        | IV poziom ligowy                      | Klasa Okręgowa (białostocka)                        | Klasa Okręgowa (białostocka)                        | Klasa Okręgowa (białostocka)                        | Klasa Okręgowa (białostocka)                        | Klasa Okręgowa (białostocka)                        | Klasa Okręgowa (białostocka)                        | Klasa Okręgowa (białostocka)                        | Klasa Okręgowa (białostocka)                        | Klasa Okręgowa (białostocka)                        | Klasa Okręgowa (białostocka)                        | Klasa Okręgowa (białostocka)                        | Klasa Okręgowa (białostocka)                        | Klasa Okręgowa (białostocka)                        | Klasa Okręgowa (białostocka)                        | Klasa Okręgowa (białostocka)                        | Klasa Okręgowa (białostocka)                        | Klasa Okręgowa (białostocka)                        | Klasa Okręgowa (białostocka)                        | Klasa Okręgowa (białostocka)                        | Klasa Okręgowa (białostocka)                        | Klasa Okręgowa (łomża+ostroł.+ciech.)               | Klasa Okręgowa (łomża+ostroł.+ciech.)               | Klasa Okręgowa (łomża+ostroł.+ciech.)               | Klasa Okręgowa (łomża+ostroł.+ciech.)               | Klasa Okręgowa (łomża+ostroł.+ciech.)               | Klasa Okręgowa (łomża+ostroł.+ciech.)               | Klasa Okręgowa (łomża+ostroł.+ciech.)               | Klasa Okręgowa (łomża+ostroł.+ciech.)               | Klasa Okręgowa (łomża+ostroł.+ciech.)               | Klasa Okręgowa (łomża+ostroł.+ciech.)               | Klasa Okręgowa (łomża+ostroł.+ciech.)               | Klasa Okręgowa (łomża+ostroł.+ciech.)               | Klasa Okręgowa (łomża+ostroł.+ciech.)               | Klasa Okręgowa (łomża+ostroł.+ciech.)               | Klasa Okręgowa (łomża+ostroł.+ciech.)               | Klasa Okręgowa (łomża+ostroł.+ciech.)               | Klasa Okręgowa (łomża+ostroł.+ciech.)               | Klasa Okręgowa (łomża+ostroł.+ciech.)               | Klasa Okręgowa (łomża+ostroł.+ciech.)               | Klasa Okręgowa (łomża+ostroł.+ciech.)               | Klasa Okręgowa (suwalska)                           | Klasa Okręgowa (suwalska)                           | Klasa Okręgowa (suwalska)                           | Klasa Okręgowa (suwalska)                           | Klasa Okręgowa (suwalska)                           | Klasa Okręgowa (suwalska)                           | Klasa Okręgowa (suwalska)                           | Klasa Okręgowa (suwalska)                           | Klasa Okręgowa (suwalska)                           | Klasa Okręgowa (suwalska)                           | Klasa Okręgowa (suwalska)                           | Klasa Okręgowa (suwalska)                           | Klasa Okręgowa (suwalska)                           | Klasa Okręgowa (suwalska)                           | Klasa Okręgowa (suwalska)                           | Klasa Okręgowa (suwalska)                           | Klasa Okręgowa (suwalska)                           | Klasa Okręgowa (suwalska)                           | Klasa Okręgowa (suwalska)                           | Klasa Okręgowa (suwalska)                           |
| Okręgowe        | V poziom ligowy                       | Klasa A (białostocka)                               | Klasa A (białostocka)                               | Klasa A (białostocka)                               | Klasa A (białostocka)                               | Klasa A (białostocka)                               | Klasa A (białostocka)                               | Klasa A (białostocka)                               | Klasa A (białostocka)                               | Klasa A (białostocka)                               | Klasa A (białostocka)                               | Klasa A (białostocka)                               | Klasa A (białostocka)                               | Klasa A (białostocka)                               | Klasa A (białostocka)                               | Klasa A (białostocka)                               | Klasa A (białostocka)                               | Klasa A (białostocka)                               | Klasa A (białostocka)                               | Klasa A (białostocka)                               | Klasa A (białostocka)                               | Klasa A (łomżyńska)                                 | Klasa A (łomżyńska)                                 | Klasa A (łomżyńska)                                 | Klasa A (łomżyńska)                                 | Klasa A (łomżyńska)                                 | Klasa A (łomżyńska)                                 | Klasa A (łomżyńska)                                 | Klasa A (łomżyńska)                                 | Klasa A (łomżyńska)                                 | Klasa A (łomżyńska)                                 | Klasa A (łomżyńska)                                 | Klasa A (łomżyńska)                                 | Klasa A (łomżyńska)                                 | Klasa A (łomżyńska)                                 | Klasa A (łomżyńska)                                 | Klasa A (łomżyńska)                                 | Klasa A (łomżyńska)                                 | Klasa A (łomżyńska)                                 | Klasa A (łomżyńska)                                 | Klasa A (łomżyńska)                                 | Klasa A (suwalska)                                  | Klasa A (suwalska)                                  | Klasa A (suwalska)                                  | Klasa A (suwalska)                                  | Klasa A (suwalska)                                  | Klasa A (suwalska)                                  | Klasa A (suwalska)                                  | Klasa A (suwalska)                                  | Klasa A (suwalska)                                  | Klasa A (suwalska)                                  | Klasa A (suwalska)                                  | Klasa A (suwalska)                                  | Klasa A (suwalska)                                  | Klasa A (suwalska)                                  | Klasa A (suwalska)                                  | Klasa A (suwalska)                                  | Klasa A (suwalska)                                  | Klasa A (suwalska)                                  | Klasa A (suwalska)                                  | Klasa A (suwalska)                                  |
| Okręgowe        | VI poziom ligowy                      | Klasa B (gr.I)                                      | Klasa B (gr.I)                                      | Klasa B (gr.I)                                      | Klasa B (gr.I)                                      | Klasa B (gr.I)                                      | Klasa B (gr.I)                                      | Klasa B (gr.I)                                      | Klasa B (gr.I)                                      | Klasa B (gr.I)                                      | Klasa B (gr.I)                                      | Klasa B (gr.II)                                     | Klasa B (gr.II)                                     | Klasa B (gr.II)                                     | Klasa B (gr.II)                                     | Klasa B (gr.II)                                     | Klasa B (gr.II)                                     | Klasa B (gr.II)                                     | Klasa B (gr.II)                                     | Klasa B (gr.II)                                     | Klasa B (gr.II)                                     |                                                     |                                                     |                                                     |                                                     |                                                     |                                                     |                                                     |                                                     |                                                     |                                                     |                                                     |                                                     |                                                     |                                                     |                                                     |                                                     |                                                     |                                                     |                                                     |                                                     |                                                     |                                                     |                                                     |                                                     |                                                     |                                                     |                                                     |                                                     |                                                     |                                                     |                                                     |                                                     |                                                     |                                                     |                                                     |                                                     |                                                     |                                                     |                                                     |                                                     |

## Klasa Okręgowa - IV poziom rozgrywkowy
Grupa białostocka
| Poz. | Drużyna                   | M  | Z  | R | P  | Bramki | Punkty |
| ---- | ------------------------- | -- | -- | - | -- | ------ | ------ |
| 1    | Włókniarz Białystok       | 22 | 18 | 2 | 2  | 78-16  | 38     |
| 2    | Puszcza Hajnówka          | 22 | 16 | 3 | 3  | 60-25  | 35     |
| 3    | Gwardia Białystok (b)     | 22 | 14 | 3 | 5  | 48-18  | 31     |
| 4    | Tur Bielsk Podlaski       | 22 | 12 | 6 | 4  | 48-19  | 30     |
| 5    | Pogoń Łapy                | 22 | 10 | 5 | 7  | 46-43  | 25     |
| 6    | Lampart Nowe Aleksandrowo | 22 | 8  | 5 | 9  | 32-48  | 21     |
| 7    | Husar Nurzec              | 22 | 5  | 7 | 10 | 33-41  | 17     |
| 8    | Włókniarz Wasilków        | 22 | 5  | 6 | 11 | 27-50  | 16     |
| 9    | Ognisko Białystok         | 22 | 5  | 5 | 12 | 20-52  | 15     |
| 10   | Kolejarz Czeremcha (b)    | 22 | 5  | 4 | 13 | 39-58  | 14     |
| 11   | Jagiellonia II Białystok  | 22 | 5  | 4 | 13 | 27-54  | 14     |
| 12   | Skra Czarna Białostocka   | 22 | 2  | 4 | 16 | 21-55  | 8      |

Grupa łomżyńsko-ostrołęcko-ciechanowska
| Poz. | Drużyna                     | M  | Z  | R | P  | Bramki | Punkty | Ł/O/C |
| ---- | --------------------------- | -- | -- | - | -- | ------ | ------ | ----- |
| 1    | Bug Wyszków                 | 22 | -  | - | -  | 79-18  | 3      | O     |
| 2    | Grom Czerwony Bór           | 22 | 17 | 3 | 2  | 70-15  | 37     | Ł     |
| 3    | Makowianka Maków Mazowiecki | 22 | -  | - | -  | 74-26  | 35     | O     |
| 4    | Błękitni Raciąż             | 22 | -  | - | -  | 53-44  | 26     | C     |
| 5    | Mazovia Ciechanów           | 22 | -  | - | -  | 64-51  | 24     | C     |
| 6    | Bawełna Łomża (b)           | 22 | 9  | 5 | 8  | 45-31  | 23     | Ł     |
| 7    | Ostrovia Ostrów Mazowiecka  | 22 | -  | - | -  | 43-34  | 21     | O     |
| 8    | MZKS Płońsk                 | 22 | -  | - | -  | 46-57  | 20     | C     |
| 9    | Warmia Grajewo (b)          | 22 | 6  | 6 | 10 | 43-66  | 18     | Ł     |
| 10   | Pomowiec Sońsk (b)          | 22 | -  | - | -  | 34-68  | 18     | C     |
| 11   | Orz Goworowo (b)            | 22 | -  | - | -  | 23-75  | 8      | O     |
| 12   | Orzyc Chorzele (b)          | 22 | -  | - | -  | 17-106 | 4      | O     |

- Oficjalna nazwa klubu z Łomży MŁKS Start Łomża (Międzyzakładowy ŁKS).

Grupa suwalska
| Poz. | Drużyna              | M  | Z  | R | P  | Bramki | Punkty |
| ---- | -------------------- | -- | -- | - | -- | ------ | ------ |
| 1    | Mamry Giżycko        | 18 | 12 | 4 | 2  | 64-27  | 28     |
| 2    | Nida Ruciane-Nida    | 18 | 12 | 4 | 2  | 50-22  | 28     |
| 3    | MKŻ Mikołajki        | 18 | 8  | 5 | 5  | 41-25  | 21     |
| 4    | Mazur II Ełk         | 18 | 8  | 5 | 5  | 38-39  | 210    |
| 5    | Jurand Bemowo Piskie | 18 | 6  | 6 | 6  | 38-33  | 18     |
| 6    | Sparta Augustów      | 18 | 7  | 4 | 7  | 35-34  | 18     |
| 7    | Mazur Pisz           | 18 | 7  | 2 | 9  | 37-31  | 16     |
| 8    | Wigry II Suwałki     | 18 | 4  | 5 | 9  | 33-50  | 13     |
| 9    | Mazur Wydminy (b)    | 18 | 4  | 4 | 10 | 29-55  | 12     |
| 10   | Pomorzan Prostki     | 18 | 2  | 1 | 15 | 14-63  | 5      |

- Zmiana nazwy LKS Mikołajki-Woźnice na MKŻ Mikołajki.

## Klasa A - V poziom rozgrywkowy
Grupa białostocka
| Poz. | Drużyna                            | M  | Z  | R | P  | Bramki | Punkty |
| ---- | ---------------------------------- | -- | -- | - | -- | ------ | ------ |
| 1    | Sokół II Sokółka (b)               | 22 | 17 | 3 | 2  | 80-34  | 37     |
| 2    | Narew Choroszcz                    | 22 | 16 | 3 | 3  | 81-29  | 35     |
| 3    | Żubr Drohiczyn                     | 22 | 14 | 0 | 8  | 72-43  | 28     |
| 4    | Promień Mońki                      | 22 | 12 | 4 | 6  | 72-47  | 28     |
| 5    | Supraślanka Supraśl (s)            | 22 | 10 | 3 | 9  | 64-51  | 23     |
| 6    | Włókniarz II Białystok (s)         | 22 | 8  | 7 | 7  | 58-62  | 23     |
| 7    | Cresovia Siemiatycze (b)           | 22 | 9  | 3 | 10 | 61-62  | 21     |
| 8    | Kora Korycin                       | 22 | 9  | 3 | 10 | 55-59  | 21     |
| 9    | Pogranicze Kuźnica Białostocka (b) | 22 | 8  | 4 | 10 | 44-52  | 20     |
| 10   | Start Białystok                    | 22 | 4  | 2 | 16 | 38-86  | 10     |
| 11   | Husar II Nurzec                    | 22 | 4  | 2 | 16 | 31-72  | 10     |
| 12   | Iskra Narew (b)                    | 22 | 3  | 2 | 17 | 28-87  | 8      |

Grupa łomżyńska
| Poz. | Drużyna                  | M  | Z | R | P | Bramki | Punkty |
| ---- | ------------------------ | -- | - | - | - | ------ | ------ |
| 1    | Orzeł Kolno              | 16 | - | - | - | 70-16  | 29     |
| 2    | Ruch Wysokie Mazowieckie | 16 | - | - | - | 42-24  | 18     |
| 3    | Sparta Szepietowo        | 16 | - | - | - | 43-41  | 18     |
| 4    | Wissa Szczuczyn          | 16 | - | - | - | 44-41  | 18     |
| 5    | Ziemowit Nowogród        | 16 | - | - | - | 40-43  | 18     |
| 6    | Unia Ciechanowiec        | 16 | - | - | - | 33-42  | 16     |
| 7    | Smolniki Stawiski        | 16 | - | - | - | 26-38  | 11     |
| 8    | Victoria Jedwabne        | 16 | - | - | - | 35-54  | 9      |
| 9    | Jegrznia Rajgród         | 16 | - | - | - | 23-64  | 6      |

- Po sezonie z rozgrywek wycofała się Jegrznia Rajgród.

Grupa suwalska 
| Poz. | Drużyna               | M  | Z | R | P | Bramki | Punkty |
| ---- | --------------------- | -- | - | - | - | ------ | ------ |
| 1    | Czarni Olecko         | 18 |   |   |   | 51-22  | 30     |
| 2    | Orkan Drygały         | 18 |   |   |   | 48-38  | 22     |
| 3    | Tęcza Oracze-Wityny   | 18 |   |   |   | 40-35  | 21     |
| 4    | Kormoran Bystry       | 18 |   |   |   | 35-29  | 20     |
| 5    | Znicz Biała Piska     | 18 |   |   |   | 51-38  | 19     |
| 6    | Pogoń Ryn             | 18 |   |   |   | 41-44  | 18     |
| 7    | Meprozet Orzysz (s)   | 18 |   |   |   | 34-25  | 17     |
| 8    | Pogoń Banie Mazurskie | 18 |   |   |   | 40-44  | 16     |
| 9    | Unia SJ Kruszewo      | 18 |   |   |   | 41-67  | 13     |
| 10   | Polonia Raczki        | 18 |   |   |   | 19-56  | 3      |

## Klasa B - VI poziom rozgrywkowy
Białostocka - gr.I
| Poz. | Drużyna                      | M | Z | R | P | Bramki | Punkty |
| ---- | ---------------------------- | - | - | - | - | ------ | ------ |
| 1    | LZS Spółdzielca Stary Kornin |   |   |   |   | b.d.   | b.d.   |
| 2    | LZS Suraż                    |   |   |   |   | b.d.   | b.d.   |
| 3    | LZS Boćki                    |   |   |   |   | b.d.   | b.d.   |
| 4    | LZS Brańsk                   |   |   |   |   | b.d.   | b.d.   |
| 5    | LZS Piliki                   |   |   |   |   | b.d.   | b.d.   |
| 6    | LZS Poświętne                |   |   |   |   | b.d.   | b.d.   |
| 7    | LZS Zabłudów                 |   |   |   |   | b.d.   | b.d.   |
| 8    | LZS Jawor Dubiny             |   |   |   |   | b.d.   | b.d.   |
| 9    | LZS Dąb Nowosady             |   |   |   |   | b.d.   | b.d.   |

- Awans Spółdzielcy Stary Kornin, kolejność na pozycjach 2-9 według artykułu o historii klubu LZS Stary Kornin[1].

Białostocka - gr.II
| Poz. | Drużyna           | M | Z | R | P | Bramki | Punkty |
| ---- | ----------------- | - | - | - | - | ------ | ------ |
| 1    | Krypnianka Krypno |   |   |   |   | b.d.   | b.d.   |
| 2    |                   |   |   |   |   | b.d.   | b.d.   |
| 3    |                   |   |   |   |   | b.d.   | b.d.   |
| 4    |                   |   |   |   |   | b.d.   | b.d.   |

- Brak tabeli, awans Krypnianka Krypno.

## Puchar Polski – rozgrywki okręgowe
- BOZPN – Jagiellonia II Białystok : Jagiellonia Białystok 3:0
- ŁOZPN – Grom Czerwony Bór : ŁKS Łomża 1:0
- SOZPN – Mazur Ełk : Wigry Suwałki 6:3